# 東急不動產

東急不動産株式会社（日语：東急不動産株式会社、とうきゅうふどうさん）是一家總部位於日本東京都澀谷區道玄坂的綜合不動產企業，也是東急不動產控股的子公司和東急集團的成員之一。該公司是日本僅次於三井不動產、三菱地所、住友不動產的業界第四大企業，在東京都內擁有約100棟辦公樓。近年東急不動產積極主導澀谷地區的都市更新，是澀谷Scramble Square、澀谷線流等建築的主要業主。東急不動產旗下的公寓品牌則在2010年統一為BRANZ（ブランズ）。

## 外部連結
- 東急不動産 （页面存档备份，存于）